# 希奥利艾
希奥利艾（發音：[ɕɛʊ̯ˈlʲɛɪ̯ˑ] ⓘ）是立陶宛第四大城市，希奥利艾县首府，也是该国北部的主要城市。城市面積为81平方公里，2020年人口数量为100,739人。

## 历史

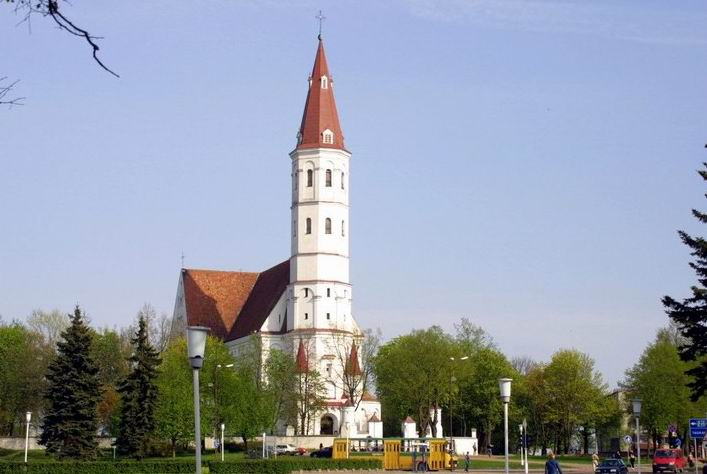
主教座堂

1589年，希奥利艾获得马格德堡权利。16世纪成为该地区行政中心。不过，在17世纪和18世纪，该市被洪水摧毁，又遭到黑死病的袭击。 
波兰被瓜分以后，希奥利艾获得了一个新的市徽。该市发展成为一个重要的文化教育中心，基础设施也得到迅速改进：在1836-1858年兴建了连接里加与蒂尔西特（现“苏维埃茨克”）的道路，1871年修建了从利耶帕亚到羅姆內的铁路。希奥利艾作为重要商路的十字路口，开始发展为一个工业城镇。在1897年，它成为立陶宛的第三大城市，人口大约有16,000人。人口构成也发生变化，在1909年有56.4%的居民是犹太人。希奥利艾以皮革工业著称，查姆·弗伦克尔拥有俄罗斯帝国最大的皮革工厂。
第一次世界大战期间，希奥利艾的市中心和大约65%的建筑物被烧毁。战后，立陶宛失去了首都维尔纽斯（划给波兰），希奥利艾的重要性有所增加。在克莱佩达归属立陶宛之前，希奥利艾是人口规模仅次于考纳斯的立陶宛第二大城市。在1929年，市中心得到重建，建起了现代化的设施：路灯、公共交通、电话、供水系统和下水道。
在第一次独立期间，经历了困难时期，因为工业城市失去了在俄国的市场。

## 名胜
希奥利艾最著名的名胜是十字架山。

## 地理
希奥利艾距离维尔纽斯214公里、距离考纳斯142公里，距离克莱佩达165公里，距离拉脱维亚首都里加128公里，距离加里宁格勒250公里。希奥利艾机场为军民合用机场，距市区7公里。

## 友好城市
- 乌克兰赫梅利尼茨基
- 波蘭琴斯托霍瓦
- 美国奥马哈
- 白俄羅斯巴拉诺维奇
- 丹麦腓特烈西亞
- 拉脫維亞叶尔加瓦
- 俄羅斯加里寧格勒
- 瑞典克里斯蒂安斯塔德
- 爱沙尼亚派尔努
- 荷蘭埃滕-勒爾
- 德国泰特罗
- 德国普劳恩